# 斑痣無線鰨
斑痣無線鰨為輻鰭魚綱鰈形目鰨亞目舌鰨科的其中一種，為熱帶海水魚，分布於中西大西洋區，包括巴哈馬、貝里斯、巴西、古拉索島等海域，棲息深度3-97公尺，體長可達4.5公分，棲息在底層水域，生活習性不明。

## 扩展阅读
維基物種上的相關：斑痣無線鰨